# Liste des planètes mineures non numérotées découvertes en juin 2009
Pour un article plus général, voir Liste des planètes mineures non numérotées découvertes en 2009.
Pour un article plus général, voir Liste des planètes mineures.
Cet article dresse la liste des planètes mineures (astéroïdes, centaures, objets transneptuniens et assimilés) non numérotées découvertes en juin 2009 dans l'ordre de leur découverte.
Au 15 janvier 2025, 661 077 des 1 434 993 planètes mineures répertoriées par le Centre des planètes mineures ne sont pas encore numérotées, soit 46,07 %.

## Rappel concernant la désignation provisoire
La désignation provisoire indique l'ordre de découverte de ces objets. En effet, cette désignation est composée de l'année de découverte (par exemple 2009) suivie de la quinzaine (demi-mois) de découverte (p.e. A = 1-15 janvier) puis de l'ordre de découverte dans cette quinzaine. Cet ordre est indiqué par une lettre et éventuellement un chiffre comme suit : A pour la première découverte, B pour la deuxième, ..., Z pour la 25e (le I n'est pas utilisé pour éviter la confusion avec 1), A1 pour la 26e, B1 pour la 27e, etc. , Z1 pour la 50e, A2 pour la 51e, B2 pour la 52e, etc. L'ordre de la numérotation ne suit donc pas l'ordre alphanumérique. 2009 AA1 suit ainsi 2009 AZ et précède 2009 AB1.

## Liste

### Du1erau 15 juin 2009
- 2009 LA
- 2009 LB
- 2009 LD
- 2009 LE
- 2009 LL
- 2009 LQ
- 2009 LX
- 2009 LQ1
- 2009 LD2
- 2009 LJ2
- 2009 LU2
- 2009 LV2
- 2009 LW2
- 2009 LW3
- 2009 LG4
- 2009 LH4
- 2009 LU5
- 2009 LX5
- 2009 LA6
- 2009 LE6
- 2009 LO7
- 2009 LU7
- 2009 LV7
- 2009 LA8
- 2009 LD8
- 2009 LG8
- 2009 LK8
- 2009 LL8
- 2009 LN8
- 2009 LO8
- 2009 LP8
- 2009 LQ8

### Du 16 au 30 juin 2009
- 2009 MA
- 2009 MD
- 2009 MT
- 2009 MU
- 2009 MW
- 2009 MX
- 2009 MG1
- 2009 ML1
- 2009 MM1
- 2009 MW1
- 2009 ME2
- 2009 MU2
- 2009 MY2
- 2009 MO4
- 2009 MA6
- 2009 ME6
- 2009 MO6
- 2009 MW6
- 2009 MX6
- 2009 MB7
- 2009 MP7
- 2009 MC8
- 2009 MM8
- 2009 MN8
- 2009 MC9
- 2009 ME9
- 2009 MA10
- 2009 ME10
- 2009 MF10
- 2009 MG10
- 2009 MC11
- 2009 MD11
- 2009 MK11
- 2009 ML11
- 2009 MO11
- 2009 MX11
- 2009 MY11
- 2009 ML12
- 2009 MO12
- 2009 MR12
- 2009 MS12
- 2009 MV12
- 2009 MW12
- 2009 MY12
- 2009 MZ12
- 2009 MA13
- 2009 MB13
- 2009 MC13
- 2009 MD13